# Stojan Kolew (piłkarz)
Stojan Kolew (bułg. Стоян Колев; ur. 3 lutego 1976 w Sliwenie) – bułgarski piłkarz, występujący na pozycji bramkarza.
Jest wychowankiem FK Sliwen, z którego w wieku dwudziestu dwu lat odszedł do Lokomotiwu Płowdiw. Udane występy w tym klubie otworzyły mu – przed rozpoczęciem rozgrywek 2001–2002 – drogę do CSKA Sofia. Jednak w najbardziej utytułowanym klubie w Bułgarii początkowo był tylko zmiennikiem, dlatego niedługo po transferze odszedł na wypożyczenie do Beroe Starej Zagory. Latem 2002 roku powrócił do CSKA i wkrótce potem stał się silnym punktem zespołu, który zdobył w sezonie 2002–2003 mistrzostwo kraju. Wysoka forma Kolewa dostała dostrzeżona przez selekcjonera reprezentacji Bułgarii Płamena Markowa, który pozwolił mu zadebiutować w drużynie narodowej, a następnie włączył do kadry na Euro 2004. Po zakończeniu tego turnieju Kolew ponownie trafił do Lokomotiwu Płowdiw, ówczesnego mistrza kraju. Występował w jego barwach przez prawie cztery sezony.
W sierpniu 2007 roku był bliski pierwszego w swojej karierze transferu zagraniczny – miał zostać zawodnikiem grającego we włoskiej Serie B Treviso, jednak ostatecznie nie doszło do podpisania kontraktu. Przez kolejne pół roku grał w Lokomotiwie, a w styczniu 2008 odszedł do rumuńskiego Oțelul Galați. Następnie grał w Czernomorcu Burgas i CSKA Sofia. W 2016 roku trafił do klubu Neftochimik Burgas.
W reprezentacji zadebiutował 20 listopada 2002 roku. W spotkaniu towarzyskim z Hiszpanią (0:1) w '79 minucie zastąpił Zdrawko Zdrawkowa. Nigdy jednak nie był pierwszym bramkarzem kadry; na Euro 2004 był jednym z dwu zmienników Zdrawkowa, a po zakończeniu przez niego kariery reprezentacyjnej został rezerwowym Dimityra Iwankowa. Ostatni mecz w drużynie narodowej rozegrał wiosną 2008 roku: w '56 minucie zmienił Iwankowa w spotkaniu z Bośnią i Hercegowiną (1:2).

## Sukcesy piłkarskie
- mistrzostwo Bułgarii 2003 z CSKA Sofia